# Tauchassistent

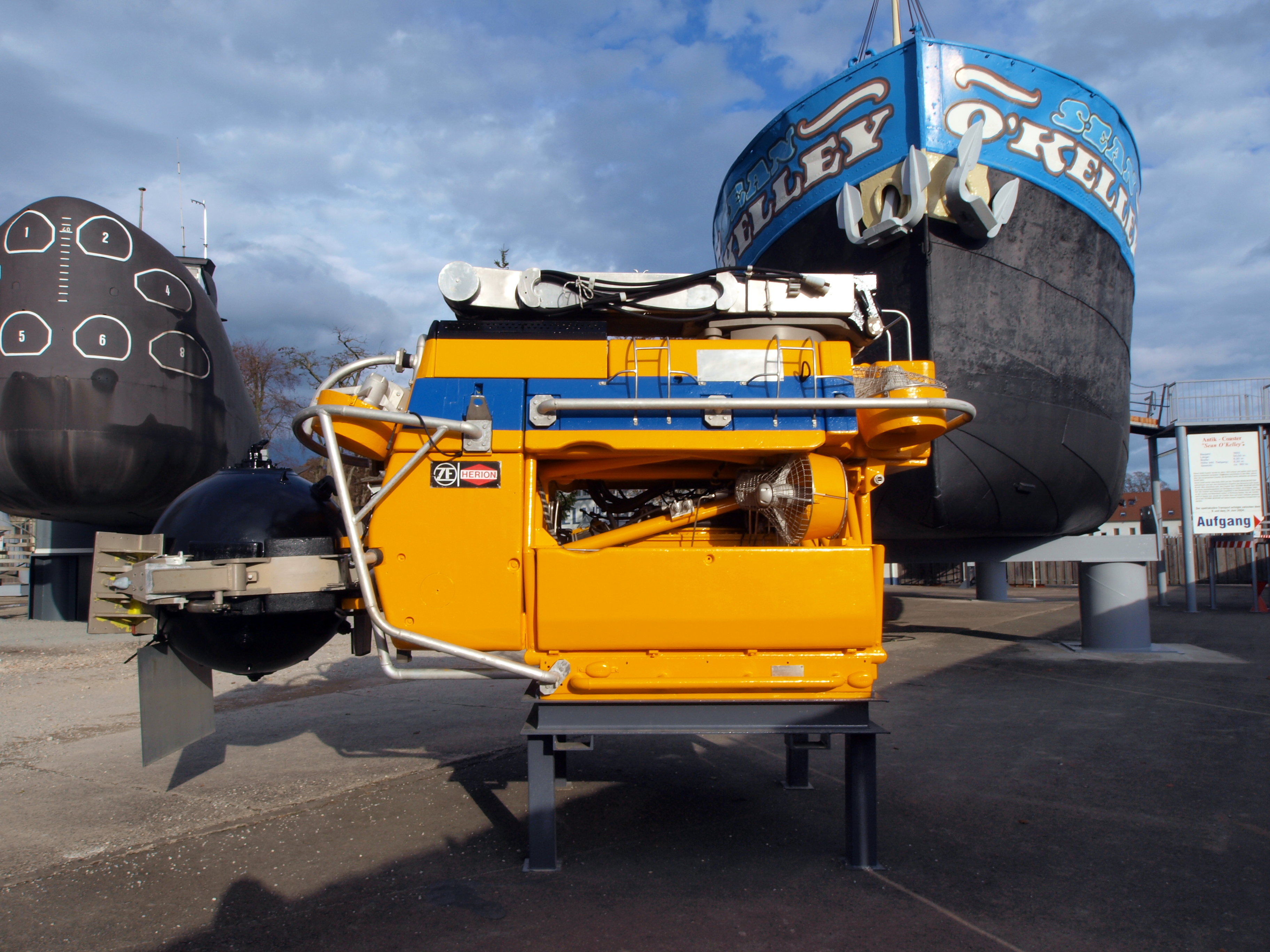
Tauchassistent für Ölindustrie DAVID von ZF Friedrichshafen AG - Herion

Ein Tauchassistent ist ein manngeführtes Unterwasserfahrzeug für Fortbewegung und Anwendungen in Wissenschaft, Industrie und Militär.

## Beschreibung

### Tauchassistent
Ein Tauchassistent kommt als Werkzeugträger für die Unterstützung von Berufstauchern zum Einsatz. Er ist nicht zu verwechseln mit einem ROV, der über Kabelverbindungen von einem Überwasserfahrzeug aus angesteuert wird. Der 1983 von der ZF Friedrichshafen AG und Herion gebaute Tauchassistent DAVID beispielsweise wurde für bis zu 500 Meter Tauchtiefe konzipiert. Die Versorgung war über ein überwasserinstalliertes Hydraulikaggregat realisiert. Die Arbeitsgeräte und Antriebseinheiten wurden mittels Hydraulik und Hydrostaten versorgt.

### Tauchhilfe

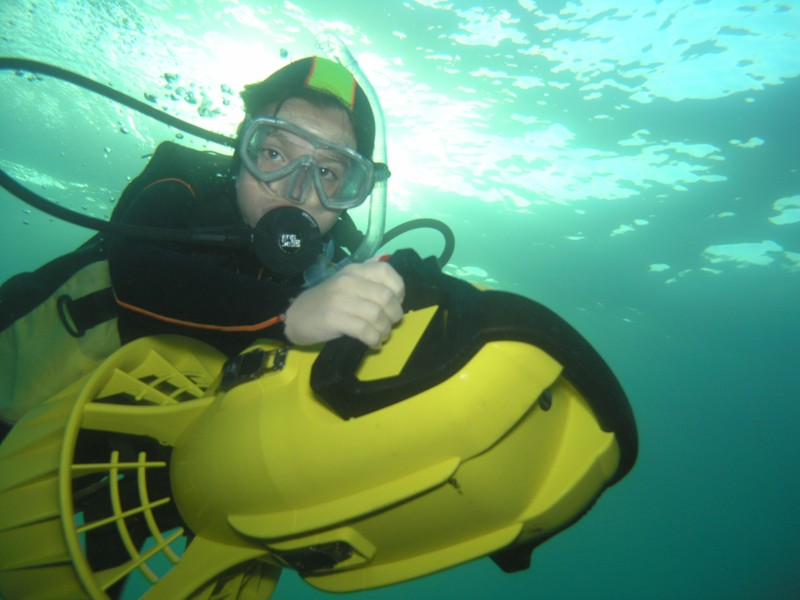
Tauchscooter

Bei einem Tauchscooter (DPV), einer Tauchhilfe, einem Wasserschlitten oder einem AquaScooter handelt es sich um manngeführte Unterwasserfahrzeuge, welche die Fortbewegung von Tauchern beschleunigen und vereinfachen.